# La Mission fantastique
Pour plus de détails, voir Fiche technique et Distribution.
La Mission fantastique (迷你特工隊 (Mi ni te gong dui)) est une comédie hongkongaise réalisée par Chu Yen-ping (en) et sortie en 1983 à Hong Kong.

## Synopsis
Le film est supposé se dérouler pendant la Seconde Guerre mondiale. Cependant il commence par une attaque japonaise sur un camp militaire des Alliés, qui sur un plan s'avère être quelque part au Canada, au cours de laquelle quatre généraux alliés (dont Abraham Lincoln) sont pris en otage par les troupes japonaises. Le lieutenant Don Wen (Jimmy Wang Yu) est appelé à organiser une opération de sauvetage (après que les candidats suivants ont été rejetés : James Bond (Roger Moore), Snake Plissken, Rocky Balboa et Karl Maka (du film hongkongais Mad Mission).
Avec la promesse d'une récompense énorme, Don Wen monte un commando de marginaux, qui comprend deux soldats en kilt, un clochard (Old Sun), un spécialiste de l'évasion (Greased Lightning), un escroc (Billy), et une femme fatale avec des bottes de cuir rouge et un bazooka (Lily). Sur le chemin de la base où les généraux sont détenus par les japonais (situé au Luxembourg), le groupe se heurte à deux escrocs sans envergure (Sammy et Emily), qui les suivent dans l'espoir de mettre la main sur la récompense.
Puis, Don Wen est tué dans une embuscade-surprise de sauvages avec des lances, et bientôt le groupe est capturé par des amazones anthropophages dirigées par un homme efféminé en smoking. Après avoir éliminé les amazones, le groupe passe la nuit dans une maison hantée pleine de Jiangshis avant d'atteindre leur objectif.
Une fois sur place, la base est jonchée de cadavres de soldats japonais et les otages ont disparu. Très vite, ils sont attaqués par des nazis japonais armés d'épées et de haches en muscle cars des années 1970. Les membres du commando sont tués les uns après les autres et seuls survivent Sammy et Emily. Don Wen arrive avec les otages et explique qu'il a tout planifié depuis le début de sorte que son équipe de sauveteurs et les soldats japonais s'entre-tuent, le laissant seul à recueillir la récompense. Il tire sur Emily et perd un combat d'arts martiaux contre Sammy.

## Fiche technique
- Titre original : 迷你特工隊
- Titre français : La Mission fantastique
- Réalisation : Chu Yen-ping (en)
- Scénario : Chiang Wen-hsiung et Yin Shen Hsiao
- Photographie : Liao Ching-song
- Montage : Chiang Huang-hsiung
- Musique : David Tao
- Production : Liu Kin-fat
- Société de production : Cheng Ming Film Co.
- Société de distribution : Chiang Chiang Film (Taiwan) Co.
- Pays d'origine :  Hong Kong
- Langue originale : mandarin
- Format : couleur
- Genre : comédie
- Durée : 90 minutes
- Dates de sortie :
  - Hong Kong et Taïwan : 13 février 1983
  - Japon : 17 décembre 1983
  - Corée du Sud : 14 juillet 1985

## Distribution
- Jimmy Wang Yu : Capitaine Don Wen-Din
- Brigitte Lin : Lily, la femme fatale
- Yueh Sun : Old Sun, le clochard
- David Tao : Billy
- Shiu Bu Lia : Stone
- Jung Fang : général
- Ling-feng Kao : Grease Lightning, l'évadé
- Jackie Chan : Sammy / Jackie (dans la VF)
- Ling Chang : Emily
- Adam Cheng : le chef des amazones

## Autour du film
Bien que La Mission Fantastique soit souvent présenté comme un film de Jackie Chan, il n'y tient qu'un rôle secondaire. Il aurait accepté ce rôle pour remercier Jimmy Wang Yu de l'avoir protégé des triades plus tôt dans sa carrière